# Pojez fest
Pojez fest je gastronomický festival s bohatým doprovodným kulturním programem a programem pro děti, který se v daném roce koná postupně na více místech. Pojez festy jsou součástí širšího celoročního projektu Pojez na podporu gastronomie v Moravskoslezském kraji.

## Místa konání
V roce 2024 se konal třetí ročník festivalu a Pojez fest byl na těchto místech a v těchto termínech:
- Ostrava Dolní Vítkovice: 18. května 2024.[1][2]
- Karlova Studánka: 10. srpna 2024.[3][4]
- Ostravice: 7. září 2024.[5][6]

Pojez fest 2024, Karlova Studánka
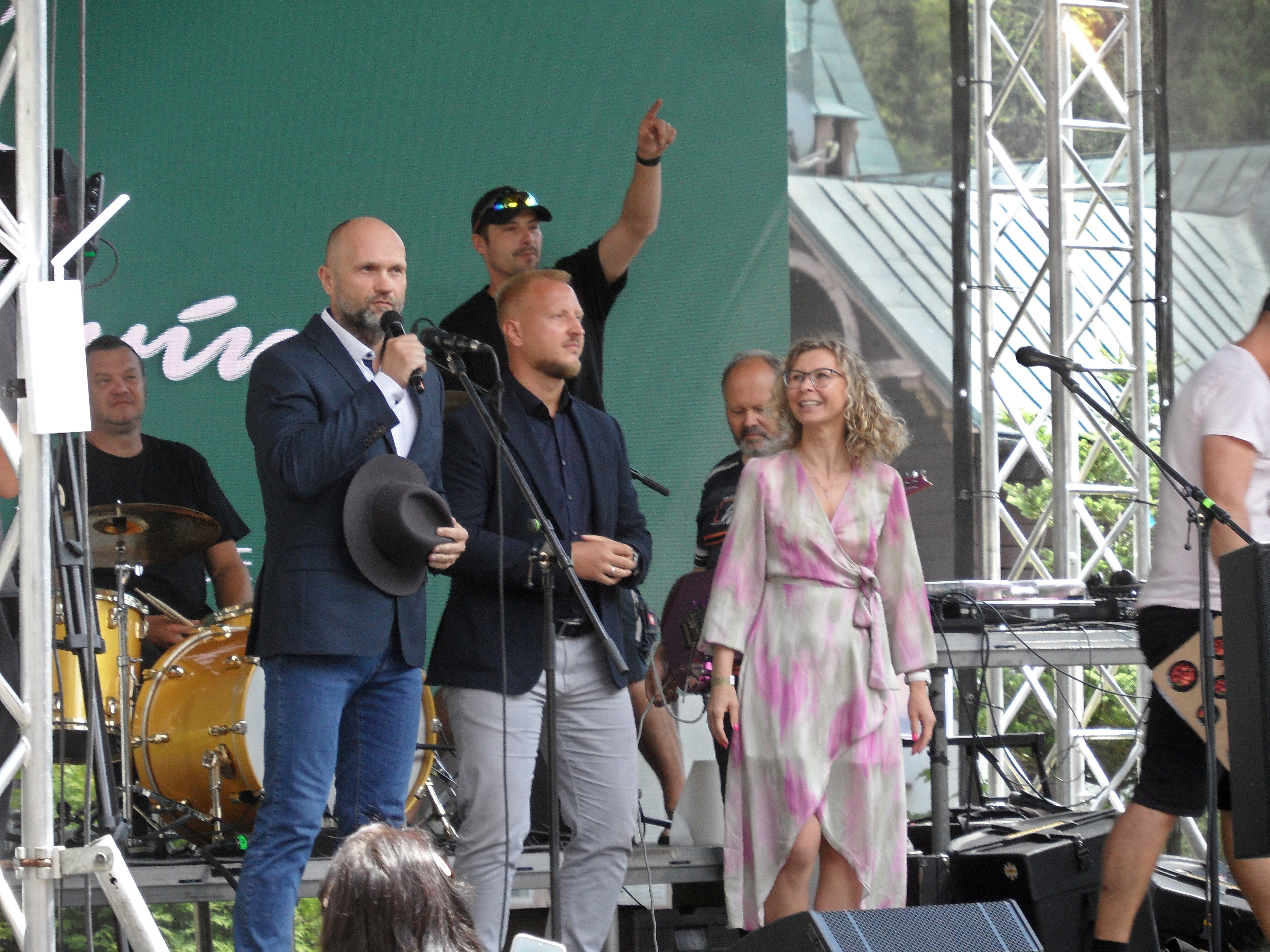
Oficiální zahájení
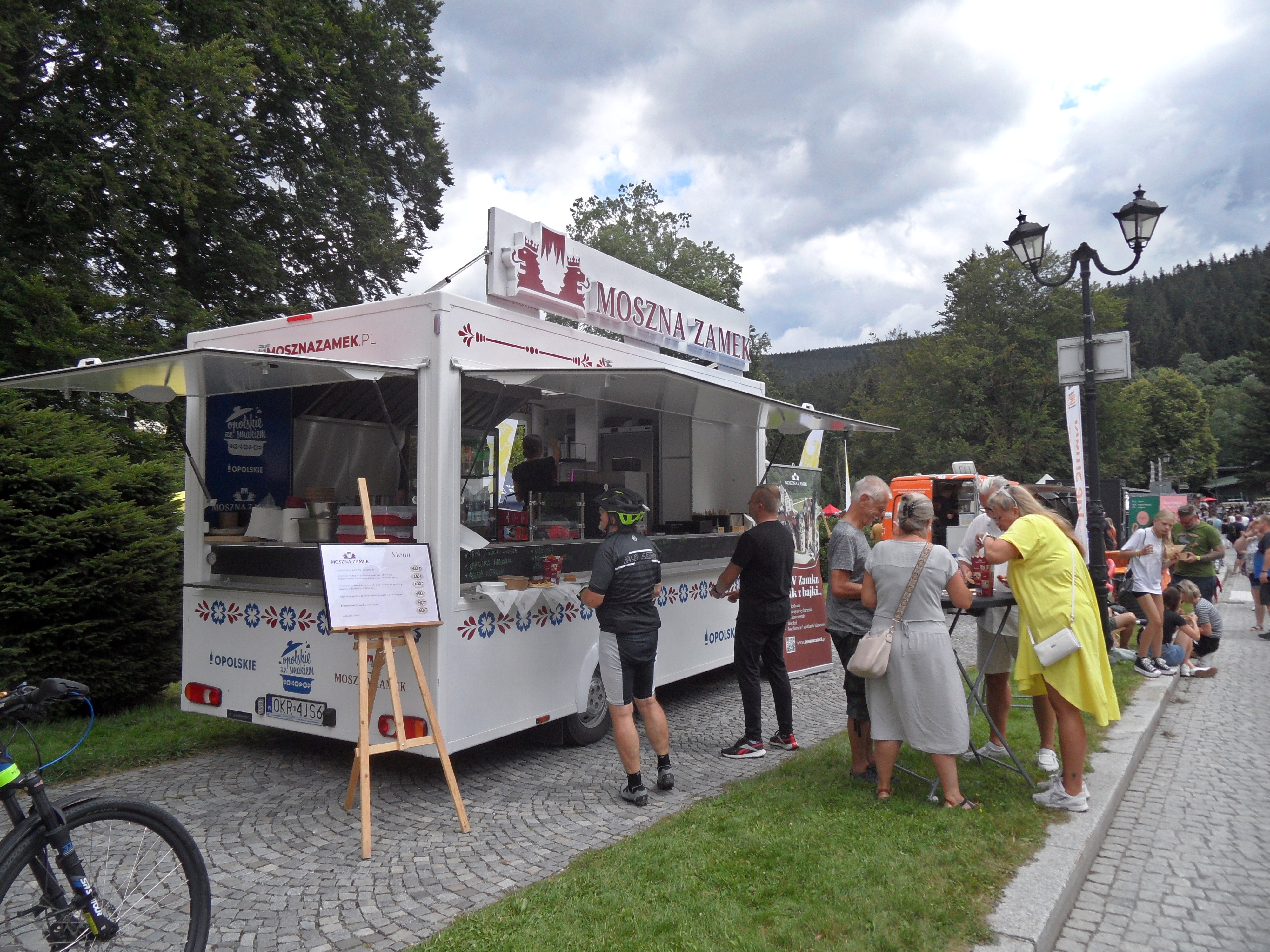
Polský stánek (Zámek Moszna)
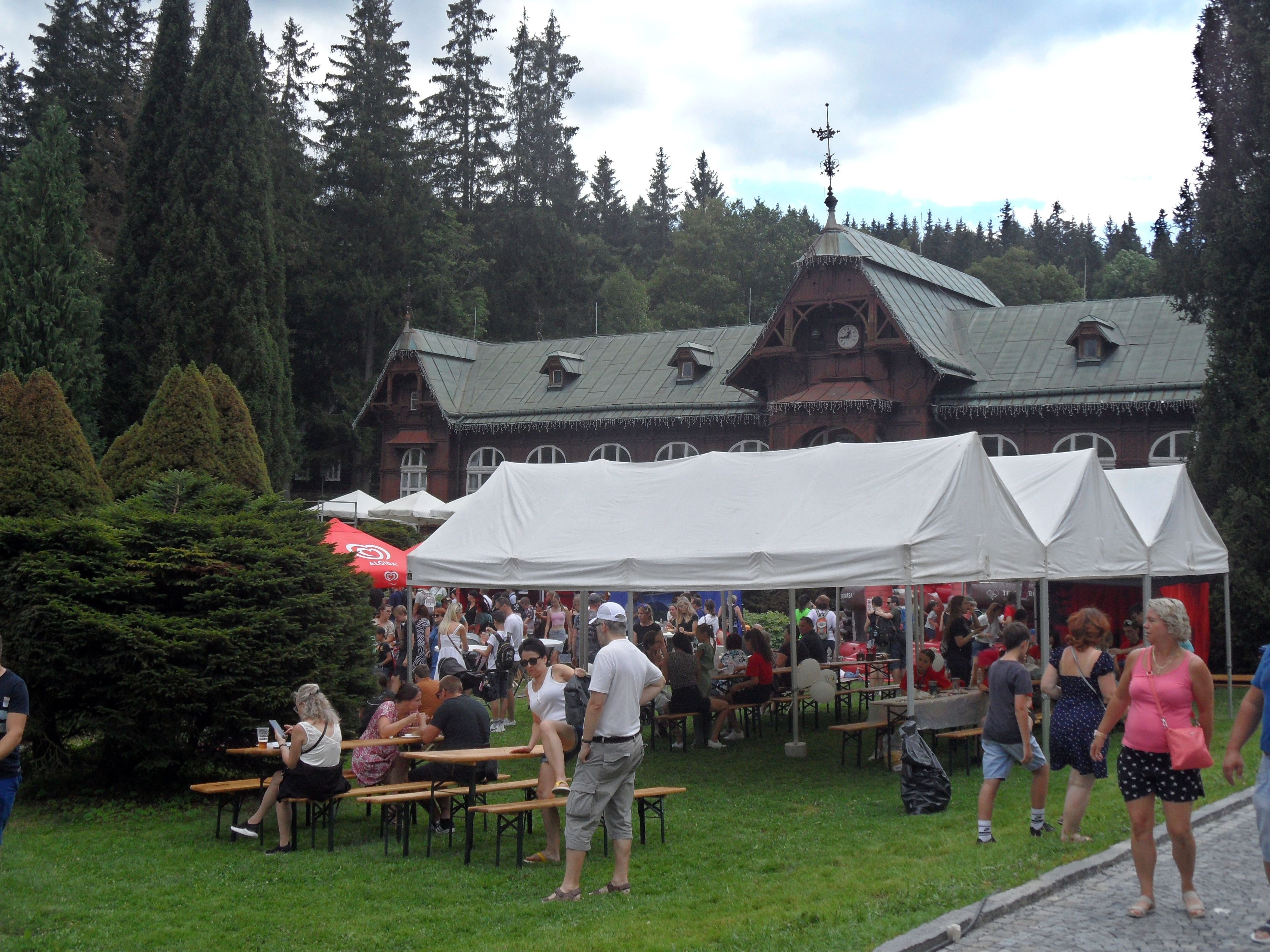
Před Letními lázněmi
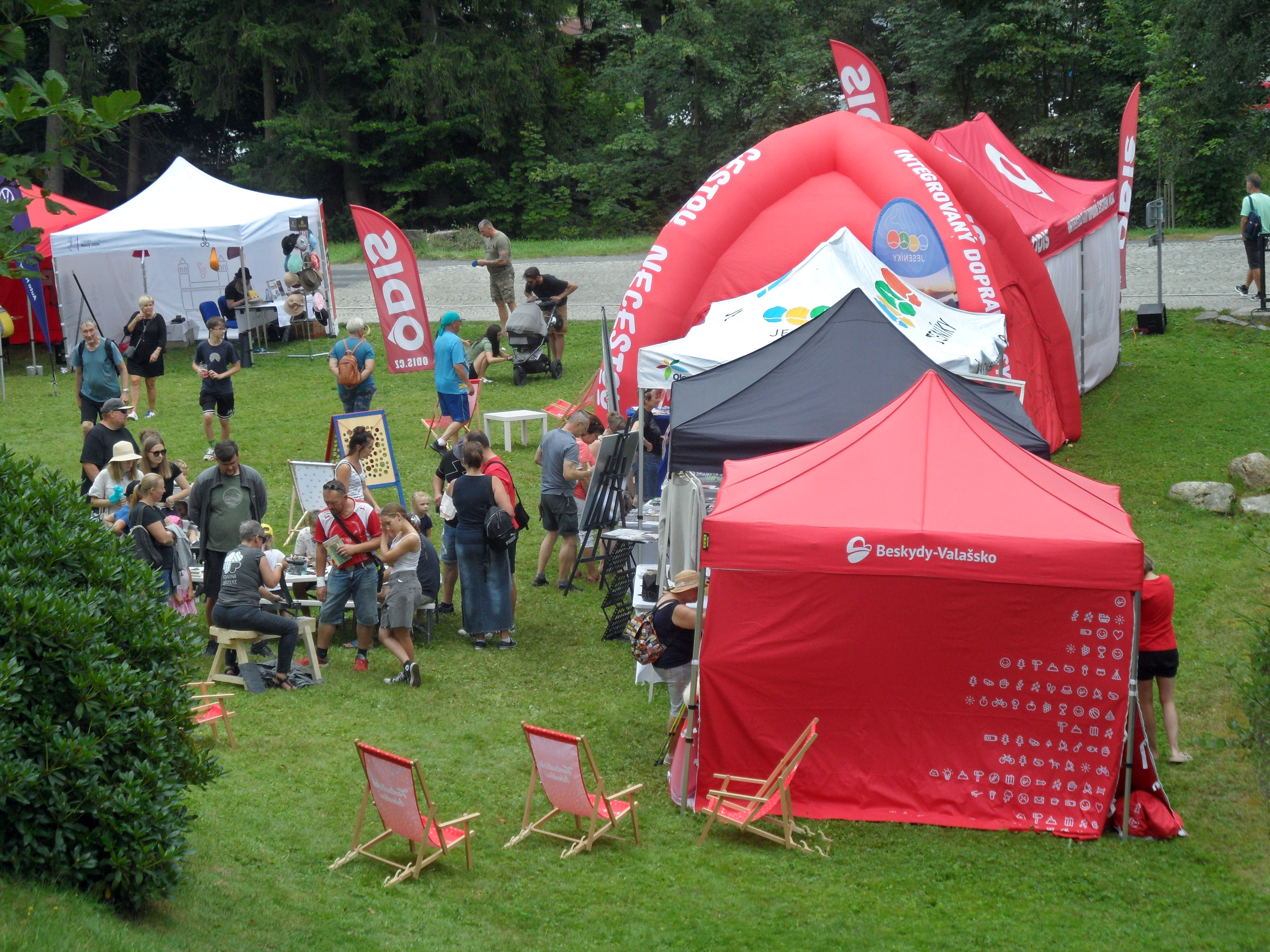
Stánky s turistickými informacemi
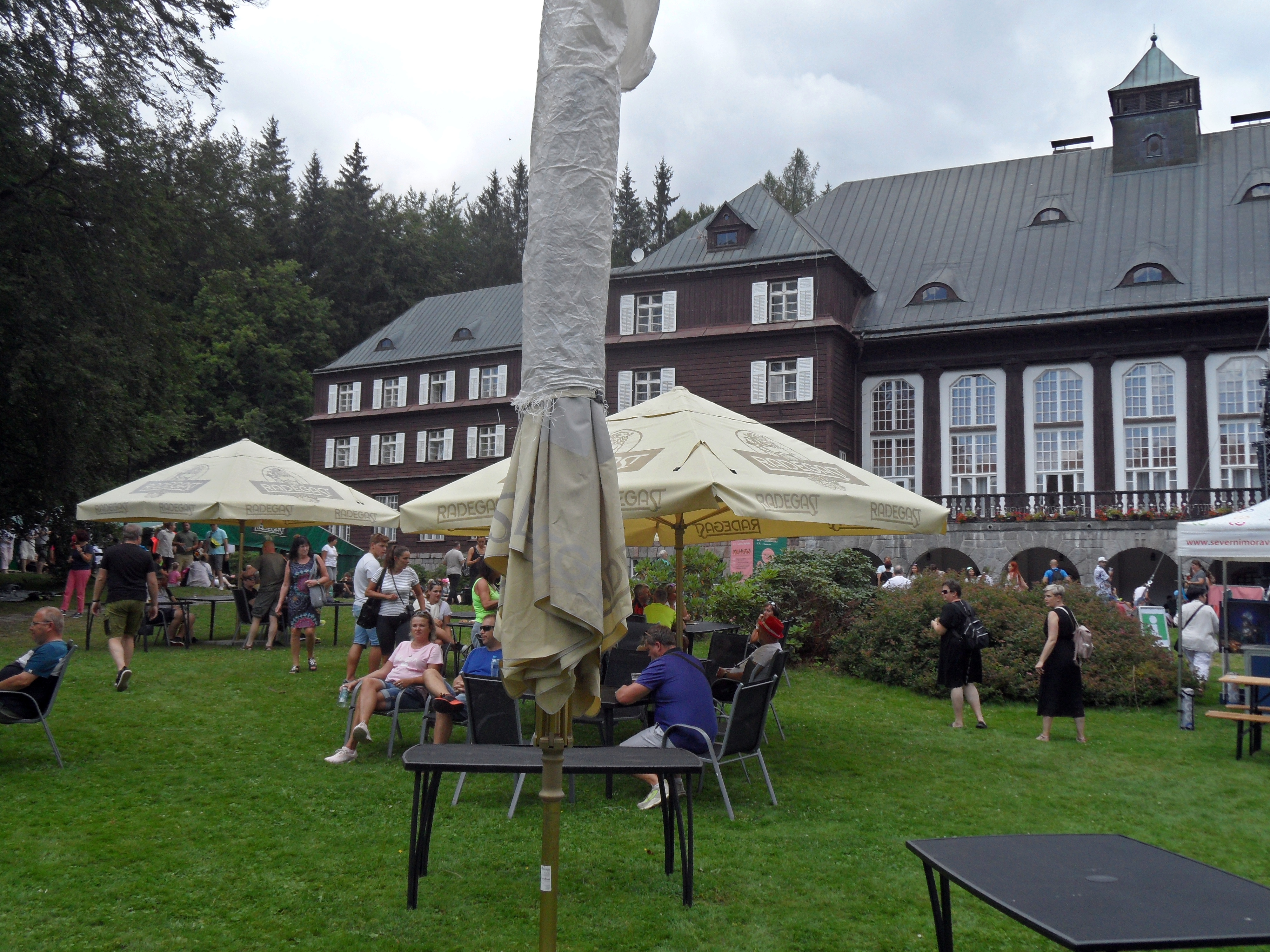
Před LD Libuše

## Doprovodný program
Gastronomický program zahrnuje různé kuchařské show, živé vaření, školu čepování piva nebo ochutnávky (včetně ukázek zahraniční gastronomie, např. z Rakouska nebo Německa). Bohatý kulturní zahrnuje různé koncerty a další umělecká vystoupení, např. v roce 2024 v Ostravě to byl zpěvák 7krát3, v Karlově Studánce Jaroslav Uhlíř s jeho kapelou a Adam Mišík (který na poslední chvíli nahradil v programu uvedeného Bena Cristovao, který se zranil při nehodě), v Ostravici skupina Slza a opět Jaroslav Uhlíř s jeho kapelou.
Na všech místech  byl součástí také bohatý program pro děti, v Ostravě Dolních Vítkovicích se navíc uskutečnila akce nazvaná „Den s Technotrasou“ (desítky stánků se zaměřením na technické skvosty v kraji, které nabízely program pro celou rodinu) a „Science show“ pro celou rodinu v podání Velkého světa techniky Ostrava.
Festivalu se svými stánky účastnily také různé organizace na podporu turistiky a cestovního ruchu, propagující např. právě oblast Dolních Vítkovic a celou Ostravu, Beskydy a Valaško, mikroregion Sdružení obcí Vrbenska a rovněž také stánky různých regionů a památek v Polsku (Slezské vojvodství, Zámek Moszna ad. – viz též fotografie výše). 

Koncert Jaroslava Uhlíře a jeho kapely
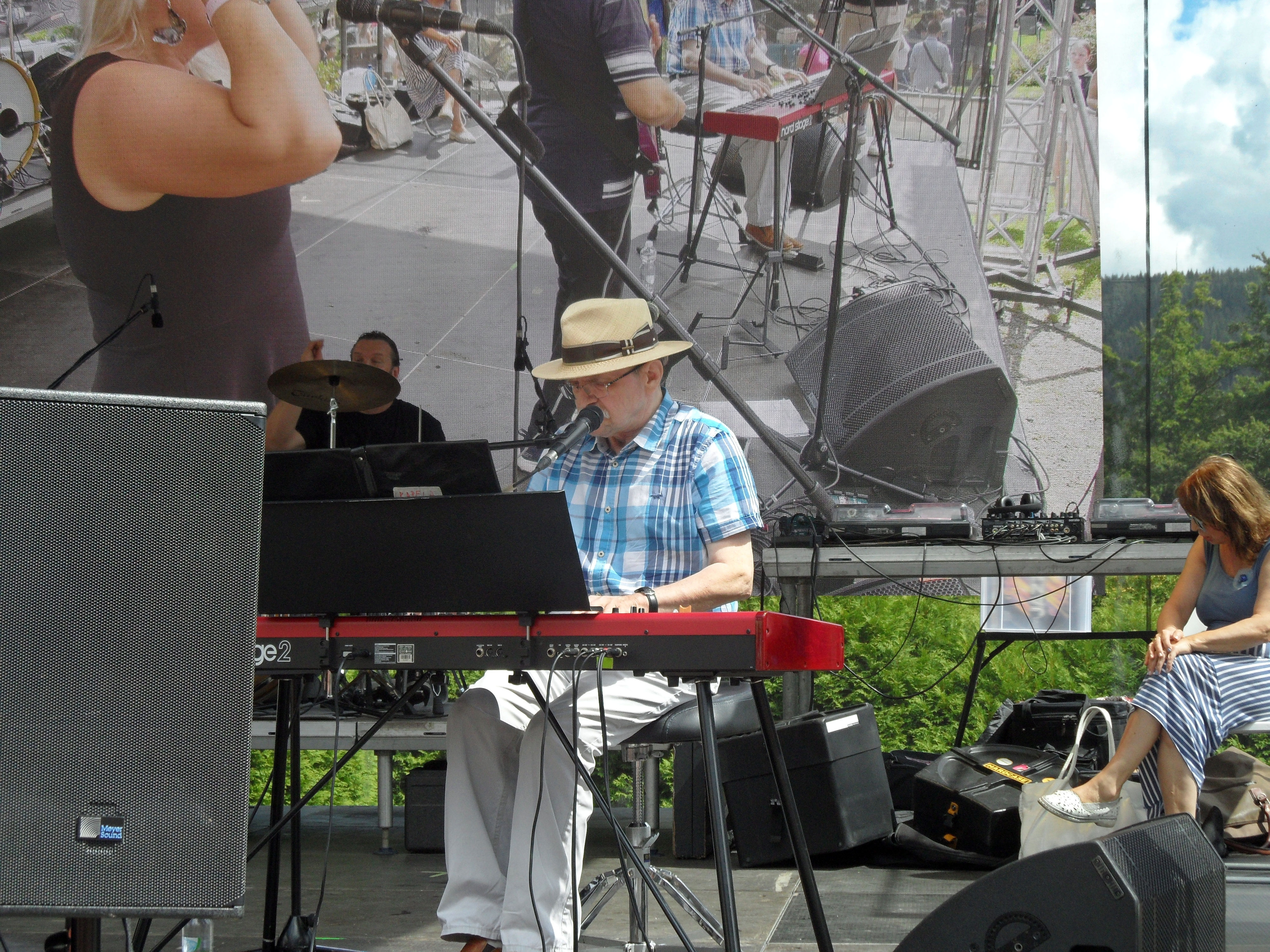
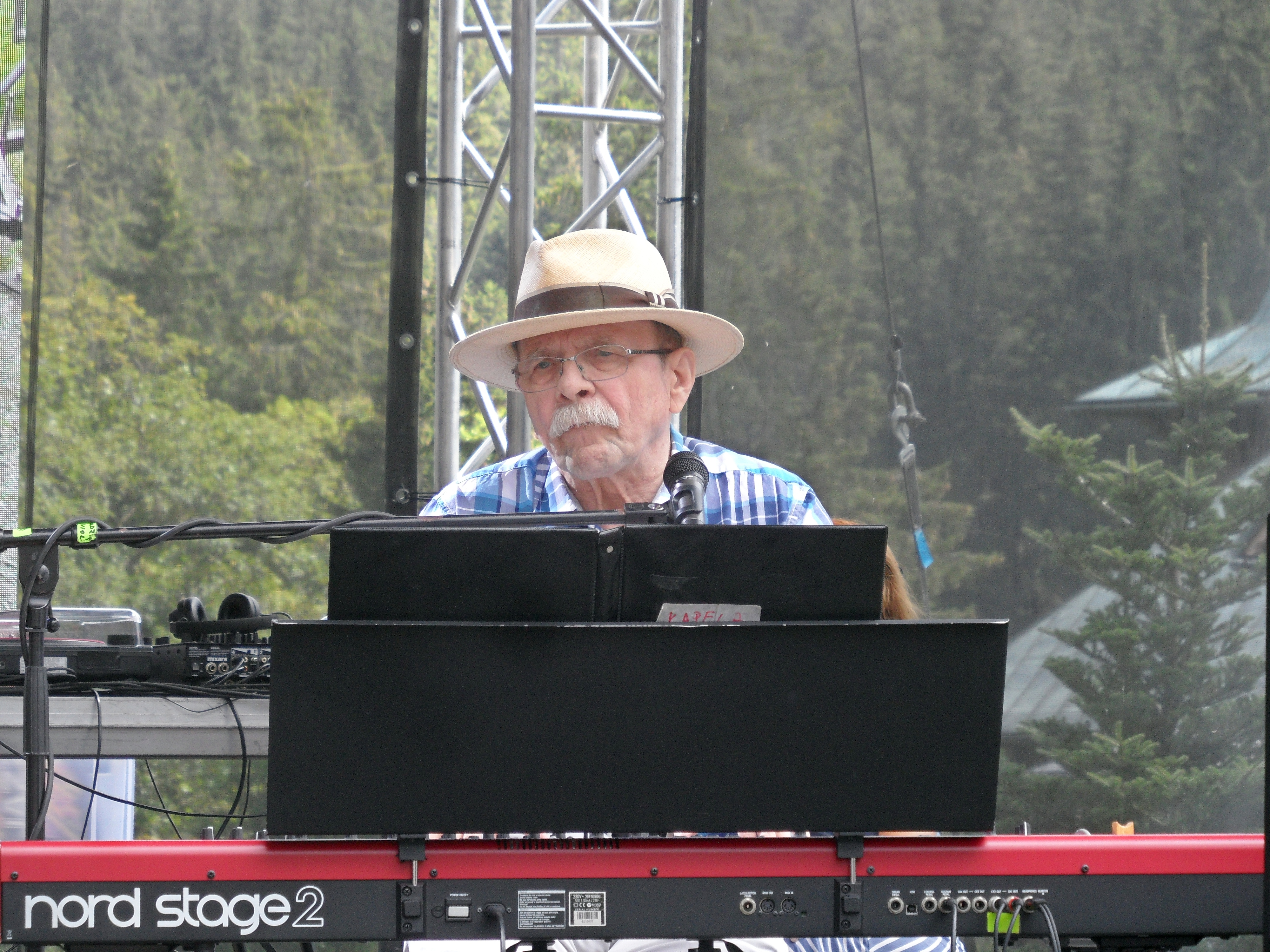
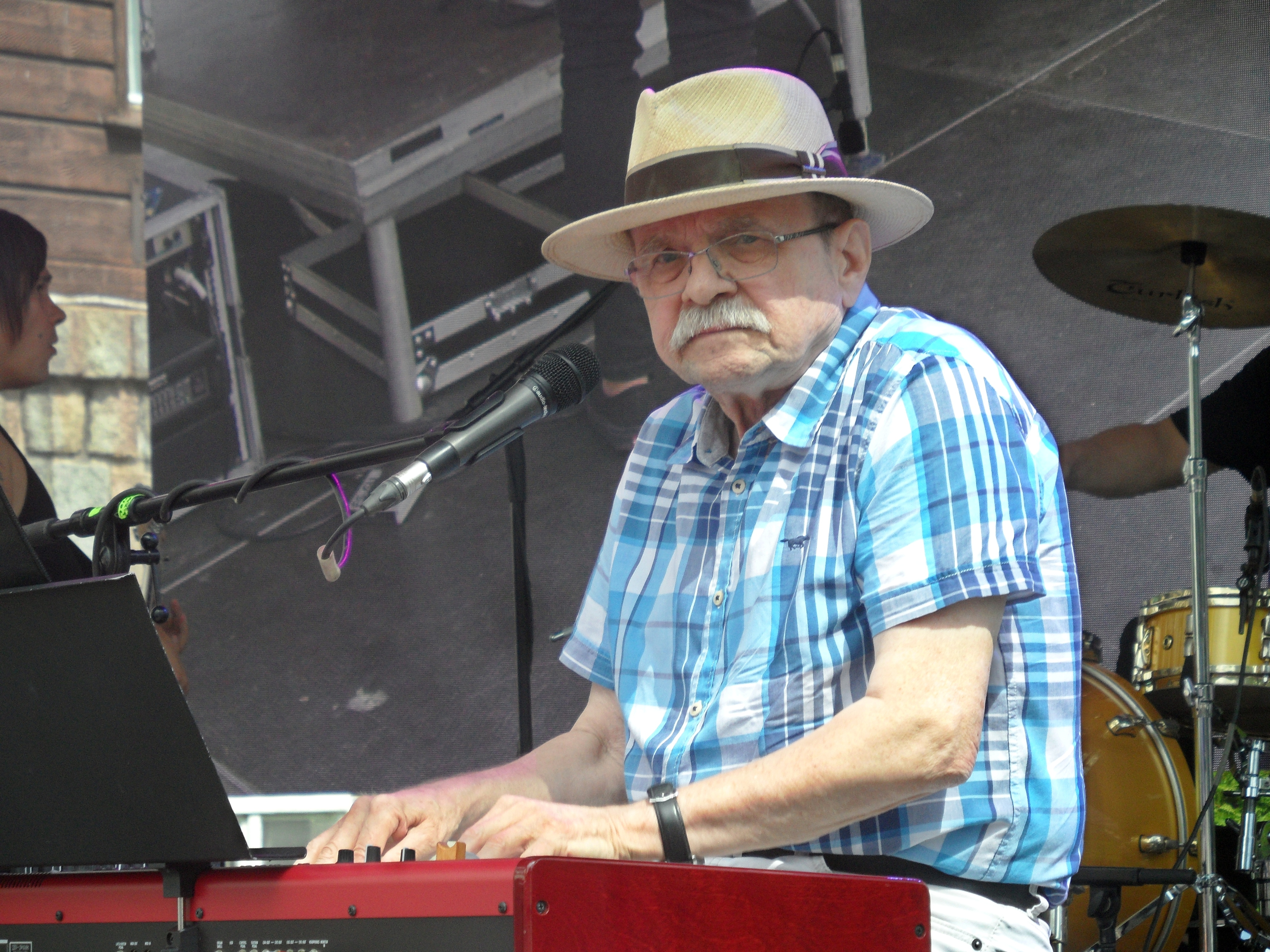
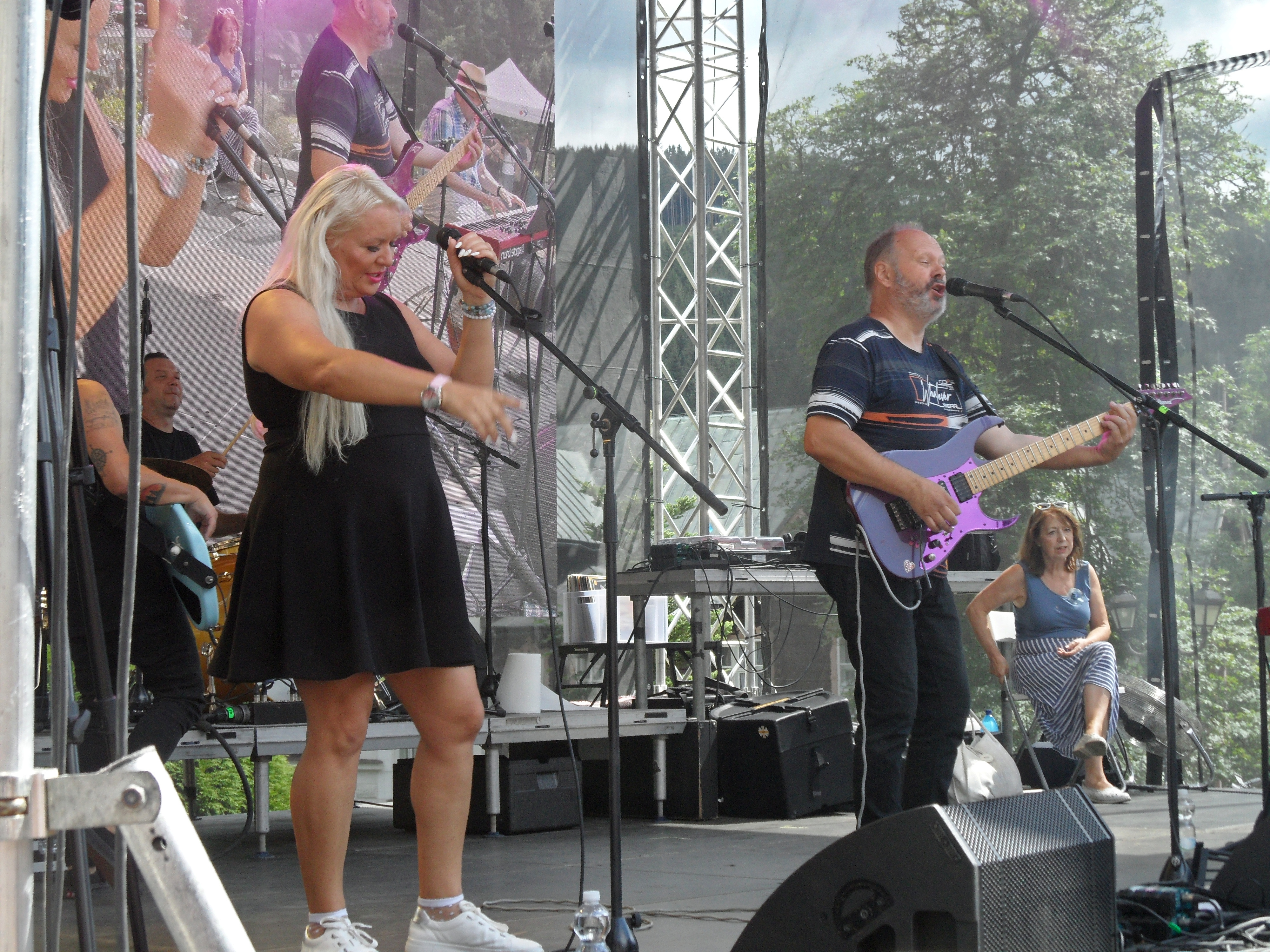
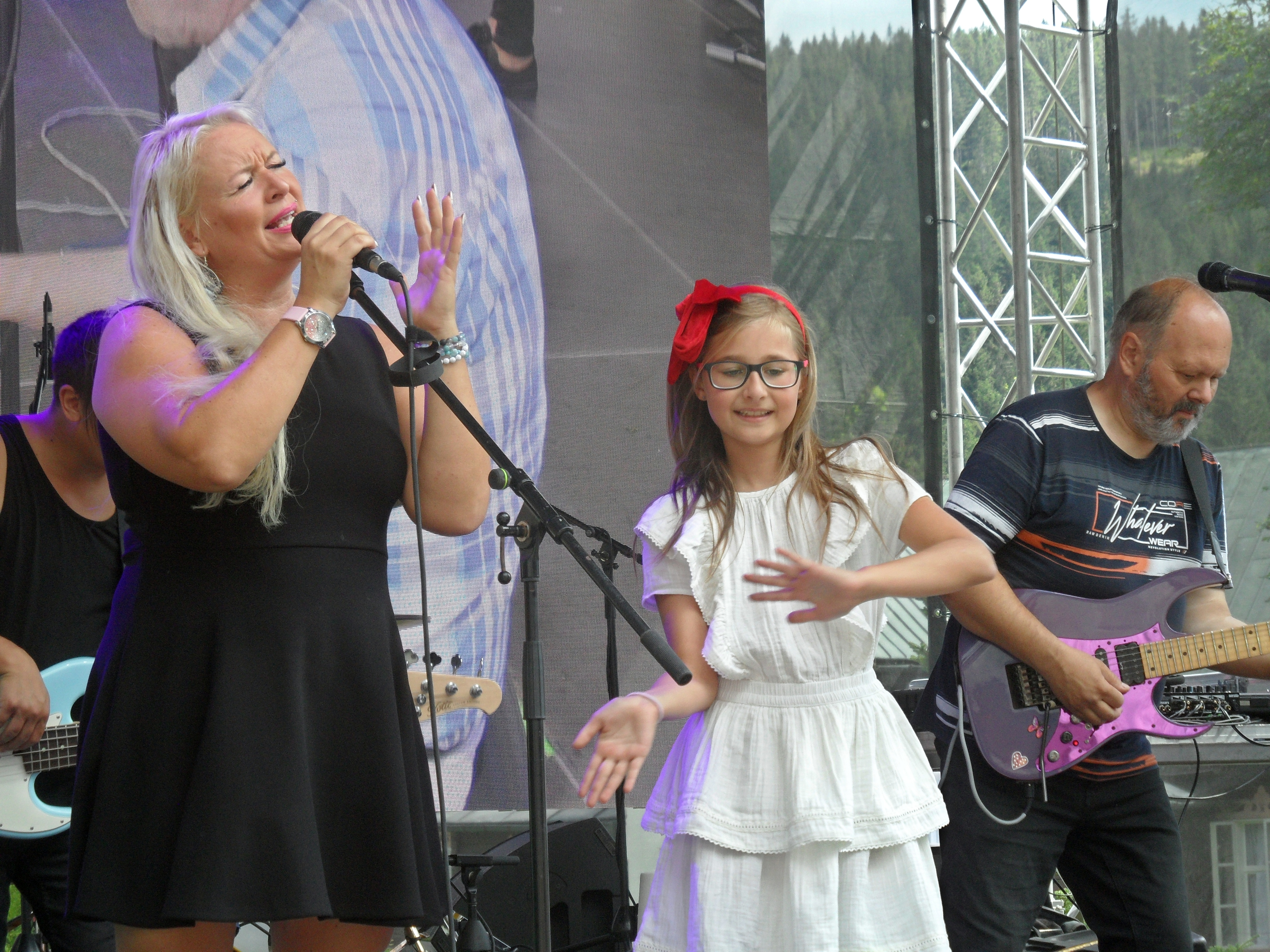